# عبيدة بن ربيعة التميمي
عبيدة بن ربيعة بن قحفان بن ناشرة المازني التميمي شاعر وفارس جاهلي من بني مازن بن مالك بن عمرو من بني تميم، كان سيداً شريفاً منيعاً واشتهر بخبره مع ملك الحيرة عمرو بن المنذر عندما طلب منه أن يعطيه فرسه سكاب، فقال عبيدة بن ربيعة يرد على عمرو بن المنذر ويهدده:

## نسبه
هو عُبَيدة بن ربيعة بن قحفان بن ناشرة بن رزام بن مازن بن مالك بن عمرو بن تميم بن مر المازني التميمي.